# Groupe de Barbezieux
Le Groupe de Barbezieux réunit des écrivains de trois familles charentaises, Boutelleau, Delamain et Fauconnier, qui furent amis d’enfance dans la ville de Barbezieux (Charente). Bien qu'on ait parlé parfois d'une école de Barbezieux, ils ne partageaient pas nécessairement les mêmes vues.

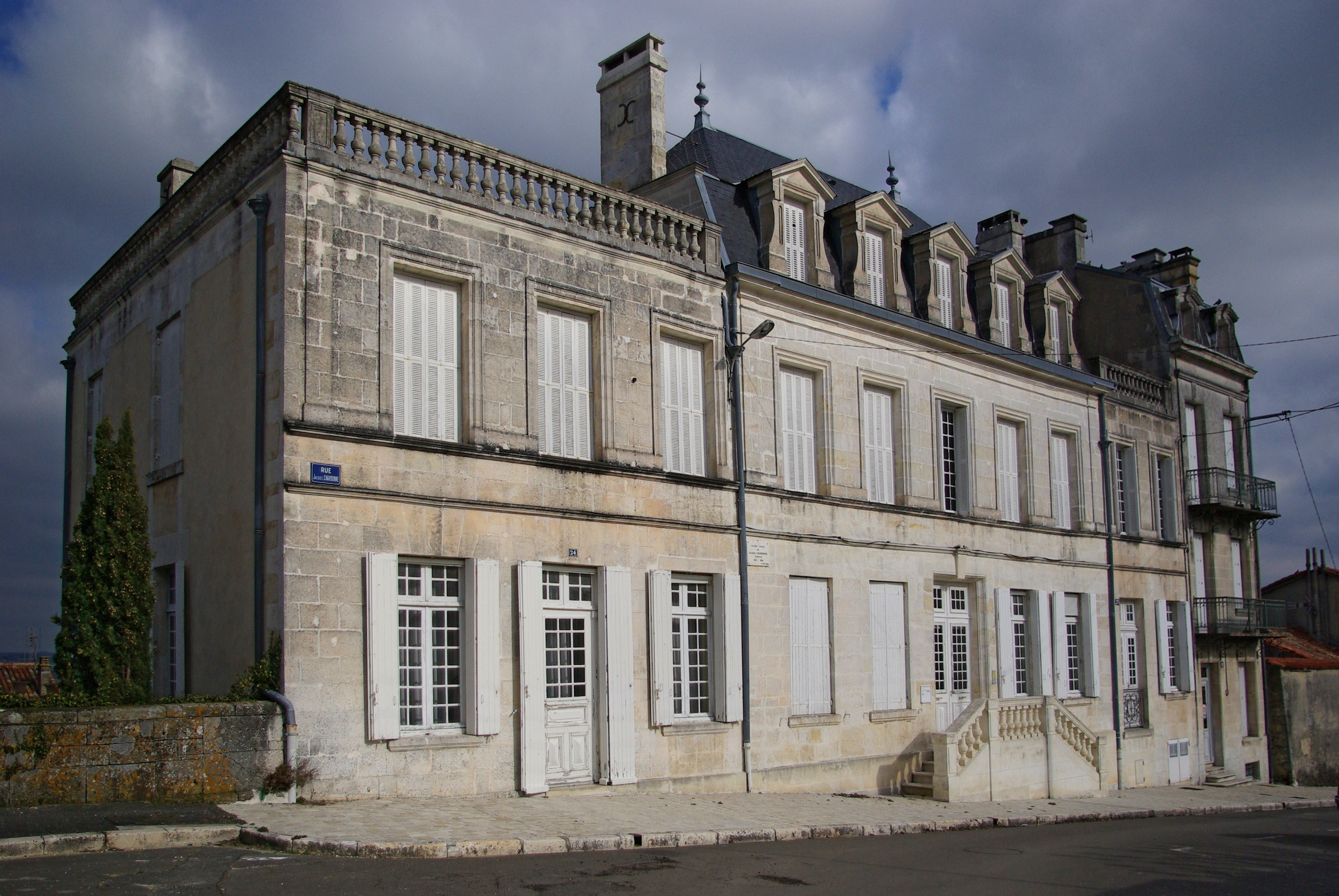
Maison de la famille Boutelleau à Barbezieux.

## Boutelleau
- Germaine Boutelleau (1876-1956), qui épousa Jacques Delamain, traductrice entre autres de Rudyard Kipling
- Jacques Boutelleau (1884-1968), qui prit plus tard le nom de plume de Jacques Chardonne, auteur et codirecteur des Éditions Stock de 1921 à 1959

## Delamain
- Jacques Delamain, poète et scientifique ornithologue, prix Montyon 1929 de l'Académie Française[1] pour Pourquoi les oiseaux chantent
- Robert Delamain, historien de la Charente, auteur de L'Histoire du Cognac
- Maurice Delamain, auteur et codirecteur des Éditions Stock de 1921 à 1959, Prix Saintour 1969 de l'Académie Française[2], pour Plaidoyer pour les mots

Sur cette famille, voir aussi la Librairie Delamain à Paris et la Maison de Cognac Delamain à Jarnac.

## Fauconnier
- Henri Fauconnier, prix Goncourt 1930 pour le roman Malaisie,
- Geneviève Fauconnier, prix Femina 1933 pour le roman Claude.

On peut y joindre :
- François Fontaine, écrivain et haut fonctionnaire, gendre d’Henri Fauconnier.